# Ein Qiniyye
Ein Qiniyye est une ville peuplée essentiellement par des syriens druzes, sous autorité israélienne, présente dans le plateau du Golan. Elle a une population de 1 900 habitants.